# Cheng Xiaoqing
Cheng Xiaoqing (程小青; 2 giugno 1893 – 12 ottobre 1976) è stato uno scrittore cinese, il più rinomato autore di detective stories cinesi della prima metà del Novecento.
Scrittore molto prolifico – i racconti di Huo Sang, detective che ha molto da spartire con Sherlock Holmes, contano oltre 30 volumi –, è una figura di cruciale importanza per la critica che si occupa della letteratura cinese moderna degli anni 1920-30.

## Opere tradotte in italiano
- Sherlock a Shanghai, Milano, O barra O, 2009 traduzione di Adriana Crespi Bortolini ISBN 978-88-87510-61-4.